# Gravity Bone
Gravity Bone — это бесплатная приключенческая игра 2008 года, разработанная и изданная Blendo Games. В игре используется модифицированная версия движка id Tech 2 от id Software, первоначально использовавшаяся для Quake 2, и в неё включена музыка из фильмов режиссёра Вонга Карвая, изначально исполненная Шавьером Кугатом. За год разработки было создано четыре версии игры; в первой больший уклон делался на шутер от первого лица в сравнении с выпущенной версией. Последующие версии включали игровой процесс, больше ориентировавшийся на шпионаж. Игра была выпущена для персональных компьютеров Microsoft Windows в августе 2008 года.
Gravity Bone сыскала признание у игровых критиков. Чарльз Оньетт с сайта IGN заметил, что получал удовольствие от игры и сравнил её игровой процесс с Team Fortress 2 и Portal. Игра получила высокую оценку за связный сюжет, атмосферность и способность за очень короткий промежуток времени заинтересовать игрока, не вынуждая его спешить и испытывать чувство незавершённости. Gravity Bone получила награду в категории «Лучшая артхаусная игра» на вручении Game Tunnel в 2008 году. В 2012 году вышло продолжение игры — Thirty Flights of Loving.

## Игровой процесс

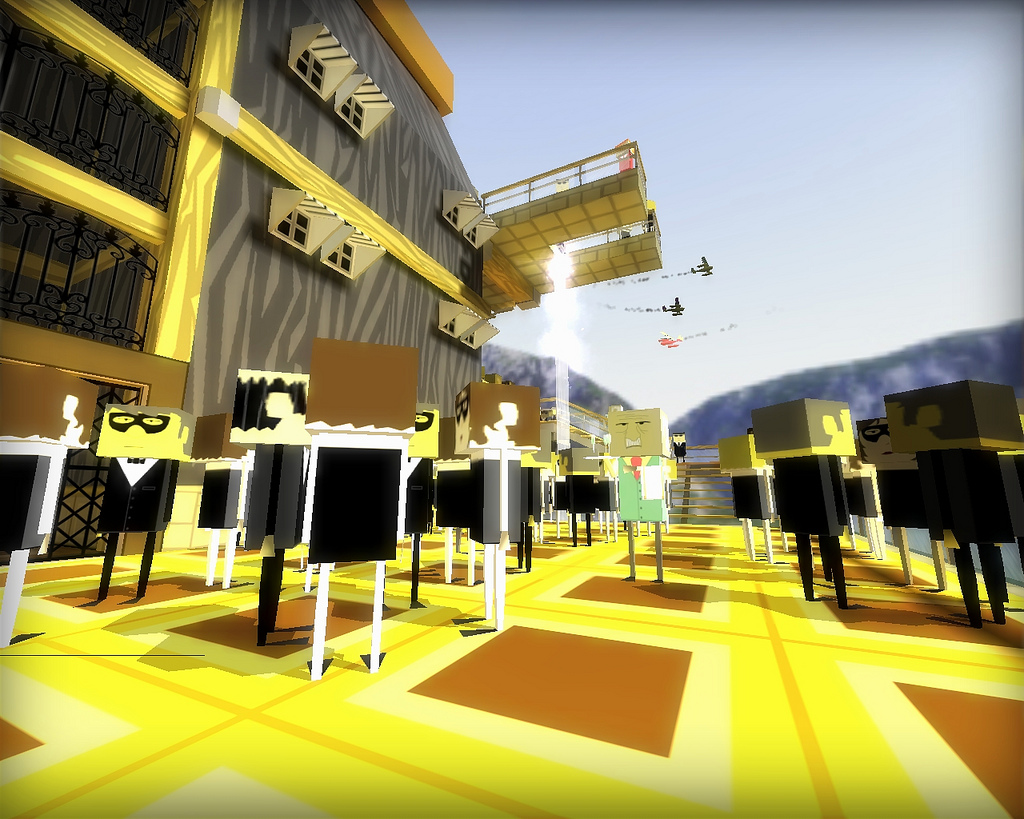
Gravity Bone применяет интерфейс без подсказок и предоставляет все цели и указания посредством взаимодействия с объектами и средой.

Gravity Bone — это приключенческая видеоигра от первого лица длительностью всего в 30 минут. Её основное действие происходит в вымышленном городе Нуэвос-Айрес. Игрок управляет безымянным шпионом, которому поручено выполнить несколько миссий, представленных в виде двух игровых уровней. В конце прохождения, управляемый игроком шпион оказался убит неизвестной женщиной, после того, как он преследовал её на протяжении последней половины второго уровня. Игра была разработана таким образом, чтобы игрок не мог себе точно представить, как разовьётся сюжетная линия в игре.
Во время выполнения миссий, игрок через взаимодействие с миром и предметами узнаёт дальнейшие цели и рекомендации. Первый уровень в игре представлен системой обучения, объясняющей игроку рутинные элементы игрового процесса, в частности взаимодействие с объектами, перемещение и почее. Здесь игроку поручено доставить отравленный напиток безымянному неигровому персонажу. Второй уровень в целом следует схеме первого: игроку поручаются совершить ряд действий и целей, включая платформерные последовательности.

## Разработка

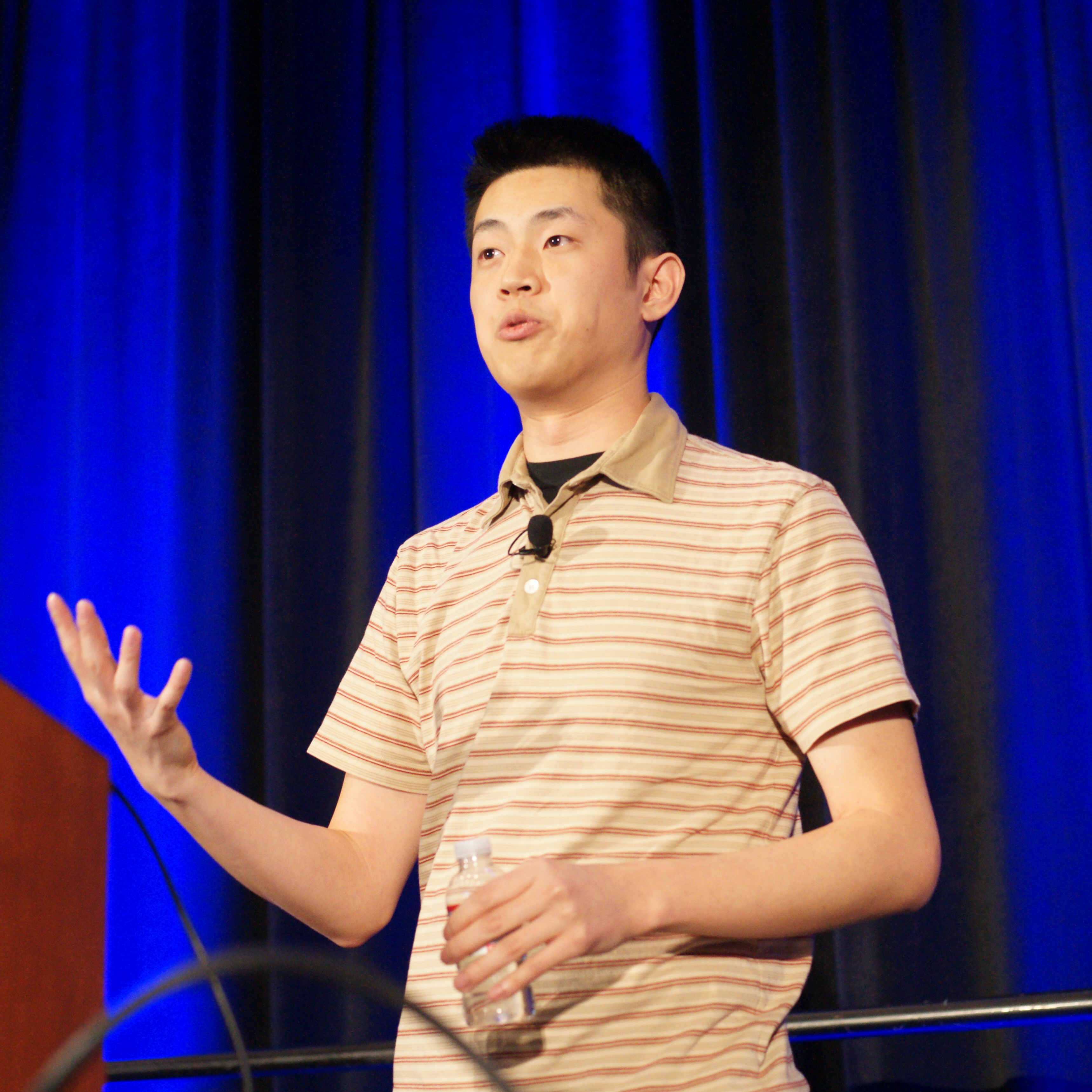
Брендон Чанг, разработчик Gravity Bone, сообщил, что за год разработки он создал несколько версий игры.

Разработкой Gravity Bone занимался Брендон Чанг, руководитель независимой студии Blendo Games. Раннее он принимал участие в разработке дизайна уровней в Pandemic Studios, внеся свой вклад в разработку таких игр, как Full Spectrum Warrior и Lord of the Rings: Conquest. За год разработки, Чанг создал четыре версии игры. Он признался, что итоговая игра значительно отличалась от его ранних задумок. Первая версия Gravity Bone включала в себя типичные элементы шутера от первого лица в сравнении с конечной версией и была основана на серии карт Quake 2 под названием Citizen Abel. Чанг, заметил, что в «первой версии игры игрок бегал с пистолетом, стрелял и взрывались разные вещи». Однако по мере разработки, игра была значительно переделана, игрок уже управлял хакером, взламывая разные устройства.
Большинство элементов шутера от первого лица были исключены во время работы над третьей версией прототипа, игровой стиль был в большей степени ориентирован на шпионскую деятельность, когда игрок «пытается незаметно убить врагов, до того, как его заметили». Чанг заметил, что в стремлении создать игру согласно его видению, он несколько раз полностью переделывал её: «Она продолжала просто меняться, меняться и меняться, пока не стала более ориентированной на сюжет». Чанг признался, что ему просто не нравился шутер от первого лица и в результате он продолжал добавлять в игру новые и нетипичные элементы, пока не был доволен результатом. Чанг в итоге пришёл к идее, что герой не может стрелять из ружья, но он может использовать подручные инструменты, например, дрель, отвёртку или баллон с фреоном. «Эти идеи казались мне забавными и интересными».
Gravity Bone была разработана с применением модифицированной версии id Tech 2 от id Software, графического движка для Quake 2. Чанг признался, что хотя у него была возможность работать с более «новыми, мощными и гибкими движками», он предпочитал работать со старым движком, выпущенным, как открытое программное обеспечение. Озвучивание в игре было создано с использованием искусственной речи, Gravity Bone также включает в себя три оркестровые песни Шавьера Кугата: «Мария Елена», «Бразилия» и «Перфидия». Конкретно данные треки были изначально записаны режиссёром Вонгом Карваем для своего фильма 1990 года — «Дикие Дни». Чанг также признался, что является поклонником творчества Вонга, и намеренно хотел использовать в своей игре музыку из его фильмов, а также его фильмы оказали сильное влияние на развитие сюжетной линии в игре.

## Критика
Чарльз Оньетт с сайта IGN оставил восторженный отзыв, заметив, что «игра, которая, кажется, заигрывает с такими понятиями, как героизм и злодеяние, кем считает себя игрок и затрагивает ли его роль оба данных понятия». Критик похвалил все элементы игры, заметив, что «умелое объединение визуального стиля, саундтрека и эффектов, и практически невнятного сюжета придают игре особенную сильную атмосферу». Оньетт, завершил свой обзор фразой, что играть в Gravity Bone — «одно удовольствие, она никогда не перестаёт радовать и вызывать восхищение даже несмотря на свою короткую продолжительность». Энтони Берч с сайта Destructoid положительно отозвался об игре, назвав её стиль «стилистически унифицированным, крутым, странным и изобретательным, что просто невозможно не влюбиться в него, даже после окончания игры, вам просто не терпится узнать, какого чёрта там в итоге произошло». Критик также похвалил некоторые технические, дизайнерские решения игры и оценил визуальный стиль, «почти невероятный», отдельно похвалив эффекты свечения в игре. Берч подытожил, что Gravity Bone — это «отличное приключение», только чья атмосфера и стиль подтолкнут вас к концу приключения, конец которого настанет так скоро".
Дерек Ю с сйата Indie Games Source сравнил игру с Portal и заявил, что Чанг наделён «безупречным талантом к графическому дизайну», который он продемонстрировал при разработке Gravity Bone. Критик подытожил, что игра «взрывается восхитительными цветами, включает квадратноголовых персонажей, с которыми гораздо интереснее взаимодействовать, чем с „ужасающе реалистичными“ персонажами вкупе постоянно падающим FPS». Ю заметил, что «игра со своими двумя уровнями предоставляет обилие контента, чтобы Gravity Bone по праву называлась инди-хитом конца 2008 года». Редактор сайта The Refined Geek также высказался положительно о Gravity Bone и её продолжении, присудив каждой игре оценку 8 из 10 и заявив, что «корень удовольствия от игры кроется в многочисленных подсказках, кроющихся в окружающей среде и возможность использовать собственное воображение, чтобы объединить недостающие детали». Редактор заметил, что обе данные игры выделяются своей историей, а не графикой или инновационным геймплеем, утверждая, что «истинная сила хорошей игры заключается в её способности рассказать хорошею историю за кратчайшие сроки».
Кирк Гамильтон с сайта Kotaku оценил игру, заметив, что: «Если у вас есть компьютер, вы должны сыграть в Gravity Bone ради себя». Критик признался, что данная игра «стала одной из самых крутых, что он играл на ПК в последнее время». Кирон Гиллен с сайта Rock, Paper, Shotgun назвал Gravity Bone умным совмещением Hitman, No-one Lives Forever и Team Fortress 2, признавшись, что она стала «самой остроумной игрой», которую он пробовал со времён World of Goo. Гиллен также хвалил каждый аспект игры, заметив, что Gravity Bone стала «типичной инди-игрой, чья главная задача — радовать игрока на каждом шагу прохождения». Игра получила награду в категории «Лучшая артхаусная игра игра» на вручении Tunnel в 2008 году.

## Продолжение
Сиквел под названием Thirty Flights of Loving был анонсирован в качестве награды за участие в возрождении подкаста Idle Thumbs через Kickstarter. Игра была выпущена специально для спонсоров Kickstarter в июле 2012 года, а позже была выпущена, как платная игра в Steam, включающая также оригинальную Gravity Bone. Хотя сиквел не продолжает напрямую историю и Gravity Bone, но снова позволяет управлять тем же героем. Сиквел также был удостоен критического признания. Критики похвалили игру за короткое и нелинейное повествование, назвав её инновационным способом передачи истории в видеоигре.

## Наследие
Разработчик распространял исходный код игры по лицензии GPL. Это позволило энтузиастам портировать Gravity Bone на такие платформы, как игра Linux и КПК OpenPandora.